# Дихромовая кислота
Дихромовая (двухромовая, бихромовая) кислота — сильная неорганическая кислота с формулой H2Cr2O7. Образует соли — дихроматы — дихромат калия, дихромат натрия, дихромат аммония и др. Вторая из кислот, в которую входят атомы хрома в высшей степени окисления (+6). Структурная единица H2Cr2O7 является продуктом конденсации (олигомеризации с выделением молекулы H2O) двух структурных единиц хромовой кислоты H2CrO4 в кислой среде. Большинство солей дихромовой кислоты имеют оранжево-красный цвет. Данная кислота смертельно ядовита и канцерогенна как и другие соединения хрома со степенью окисления атомов хрома +6. Самая известная соль дихромовой кислоты — дихромат калия, или хромпик, являющийся сильным окислителем.

## Получение
Получение дихромовой кислоты происходит, наряду с хромовой, трихромовой и тетрахромовой кислотами, при действии воды на оксид хрома(VI). Для избирательного получения дихромовой кислоты часто используется действие воды на избыток CrO3, однако в растворе так или иначе присутствуют другие полихромовые кислоты.
{\displaystyle {\ce {2CrO3 + H2O -> H2Cr2O7}}}
Помимо гидролиза оксида хрома(VI), дихромовая кислота образуется в процессе окисления солей хрома(III) сильными окислителями, такими как метависмутаты, в сильнокислой среде:
{\displaystyle {\ce {2Cr(NO3)3 + 3NaBiO3 + 6HNO3->H2Cr2O7 + 3Bi(NO3)3 + 3NaNO3 + 2H2O}}}
При действии кислоты на хроматы или хромовую кислоту происходит конденсация анионов хромата с образованием анионов дихромата:
{\displaystyle {\ce {2CrO4^2- + 2H+ <=> Cr2O7^2- + H2O}}}

## Химические свойства
В сильнокислой среде анионы, содержащие хром(VI), олигомеризуются вплоть до тетрахромата (4 атома хрома(VI) в анионе) и, затем, гидратированного триоксида хрома полимерного строения:
{\displaystyle {\ce {2CrO4^2- <=>[{\ce {2H+}}][{\ce {-H2O}}] Cr2O7^2- <=>[{\ce {2H+}}][{\ce {-H2O}}] Cr3O10^2- <=>[{\ce {2H+}}][{\ce {-H2O}}] Cr4O13^2- <=>[{\ce {2H+}}][{\ce {-H2O}}] CrO3 * nH2O v}}}
Дихромовая кислота и её анион устойчивы только в подкисленном растворе, при добавлении достаточного количества щёлочи (основания) происходит расщепление аниона дихромата с образованием двух анионов хромата:
{\displaystyle {\ce {H2Cr2O7 + 4KOH -> 2K2CrO4 + 3H2O}}}
При добавлении небольшого количества основания возможно получение дихромата калия из дихромовой кислоты согласно кислотно-основному равновесию:
{\displaystyle {\ce {2KOH + H2Cr2O7 -> K2Cr2O7 + 2H2O}}}
Аналогично кислоте, соли дихромовой кислоты — дихроматы — в щелочной среде переходят в хроматы, наблюдается пожелтение раствора:
{\displaystyle {\ce {K2Cr2O7 + 2KOH -> 2K2CrO4 + H2O}}}

## Применение

### Реактив на серебро
Дихромовая кислота в смеси с серной применяется в качестве реактива на серебро. Данная реакция используется для обнаружения серебра: в присутствии ионов Ag+ выпадает тёмно-красный осадок дихромат серебра.
{\displaystyle {\ce {Cr2O7^2- + 14H^+ + 6e^- -> 2Cr^3+ + 14H2O}}}
{\displaystyle {\ce {4Cr2O7^2- + 6Ag + 14H^+ -> 3Ag2Cr2O7 + 2Cr^3+ + 7H2O}}}

## Токсичность
Дихромовая кислота ядовита и канцерогенна, как и другие соединения шестивалентного хрома.